# Референдумы в Швейцарии (2021)
Референдумы в Швейцарии проходили 7 марта, 13 июня, 26 сентября и 28 ноября 2021 года.

## Мартовские референдумы
В марте 2021 года проводилось три голосования:
1. Общественная инициатива: «Запрет на закрытие лица»[4]. Результат: запрет на одежду, которая полностью скрывает лицо (банданы, балаклавы, бурки и никабы) одобрен 51,2 % участников референдума[5].
2. Факультативный референдум: закон об услугах электронной идентификации.
3. Факультативный референдум: федеральный указ: соглашение об экономическом партнерстве на широкой основе между странами Европейской ассоциации свободной торговли и Индонезией.

### Результаты
| Вопрос                                                         | «За»      | «За»  | «Против»  | «Против» | Недейств./ пустых бюлл. | Всего голосов | Действ. бюлл. | Явка  | Кантонов «За» | Кантонов «За» | Кантонов «Против» | Кантонов «Против» | Результат |
| Вопрос                                                         | Голоса    | %     | Голоса    | %        | Недейств./ пустых бюлл. | Всего голосов | Действ. бюлл. | Явка  | Кантонов      | Полу кантонов | Кантонов          | Полу кантонов     | Результат |
| -------------------------------------------------------------- | --------- | ----- | --------- | -------- | ----------------------- | ------------- | ------------- | ----- | ------------- | ------------- | ----------------- | ----------------- | --------- |
| Запрет на закрытие лица                                        | 1 427 344 | 51,19 | 1 360 750 | 48,81    | 38 124                  | 2 826 218     | 5 496 858     | 51,42 | 16            | 4             | 4                 | 2                 | Одобрен   |
| Федеральный закон об услугах электронной идентификации         | 984 574   | 35,64 | 1 778 196 | 64,36    | 56 431                  | 2 819 201     | 5 496 858     | 51,29 |               |               |                   |                   | Отвергнут |
| Соглашение об экономическом партнерстве с Индонезией           | 1 408 462 | 51,65 | 1 318 688 | 48,35    | 81 930                  | 2 809 080     | 5 496 858     | 51,10 |               |               |                   |                   | Одобрен   |
| Источник: Федеральная канцелярия Швейцарии Federal Chancellery |           |       |           |          |                         |               |               |       |               |               |                   |                   |           |

## Июньские референдумы
В референдум 13 июня было включено пять вопросов, два из которых были народными инициативами, а три — факультативными референдумами:
1. Референдум по Закону о COVID-19[6], принятому в сентябре 2020 года с целью сдерживания пандемии COVID-19 в Швейцарии[7]. Референдум был инициирован противниками закона, организованными в качестве агитационной группы «Друзья Конституции»[1][8]. Законодательство поддерживалось правительством Швейцарии[7].
2. Референдум по Федеральному закону о мерах полиции по борьбе с терроризмом[9], закон, принятый в сентябре 2020 года, который предоставил правительству больше полномочий для действий против подозреваемых в терроризме и экстремистском насилии[1]. Законодательство уполномочило полицию принимать превентивные меры против предполагаемых угроз экстремизма[7] и объявило уголовным преступлением вербовку, поездку или обучение с намерением совершить террористический акт[1]. Молодые либеральные зелёные, социалистическая молодежь, молодые зелёные и некоторые правозащитные группы спонсировали референдум, потому что считали, что законодательство нарушает гражданские свободы[1].
3. Референдум по Федеральному закону о сокращении выбросов парниковых газов (Закон о СО2)[10]. Вступил в силу в сентябре 2020 года[1]. Закон сокращает выбросы углекислого газа и других парниковых газов[1][7], в частности, за счёт использования налоговой политики для сокращения выбросов парниковых газов на 50 % (по сравнению с уровнем 1990 года) к 2030 году[1]. Закон поддерживался большинством партий, однако против него выступала Швейцарская народная партия, которая провела референдум в надежде отменить закон[1].
4. Популярная инициатива «За Швейцарию без искусственных пестицидов»[11] предлагала запретить синтетические пестициды в Швейцарии[1][12] и импорт продовольственных культур, выращенных с использованием синтетических пестицидов[1][7]. Сторонник референдума — винодел, практикующий органическое сельское хозяйство[12], его поддержали защитники окружающей среды и Зелёная партия[1]. Против выступали агрохимические компании и швейцарское лобби агробизнеса (Союз фермеров Швейцарии)[12], а также правительство Швейцарии[7].
5. Популярная инициатива «За чистую питьевую воду и здоровую пищу»[13] требовала, чтобы «сельскохозяйственные субсидии выделялись только на те методы ведения сельского хозяйства, которые не наносят вреда окружающей среде и не загрязняют питьевую воду»[1], но не фермерам, которые используют пестициды или вводят животным профилактические антибиотики (то есть антибиотики без медицинской необходимости)[7][13]. Предложение поддержано защитниками окружающей среды и Зелёной партией[1], против выступало швейцарское правительство[7].

### Результаты
| Вопрос                                                    | «За»      | «За»  | «Против»  | «Против» | Недейств./ пустых бюлл. | Всего голосов | Действ. бюлл. | Явка  | Кантонов «За» | Кантонов «За» | Кантонов «Против» | Кантонов «Против» | Результат |
| Вопрос                                                    | Голоса    | %     | Голоса    | %        | Недейств./ пустых бюлл. | Всего голосов | Действ. бюлл. | Явка  | Кантонов      | Полу кантонов | Кантонов          | Полу кантонов     | Результат |
| --------------------------------------------------------- | --------- | ----- | --------- | -------- | ----------------------- | ------------- | ------------- | ----- | ------------- | ------------- | ----------------- | ----------------- | --------- |
| Закон о COVID-19                                          | 1 936 344 | 60,20 | 1 280 128 | 39,80    | 68 854                  | 3 285 326     | 5 507 117     | 59,66 |               |               |                   |                   | Одобрен   |
| Федеральный закон о мерах полиции по борьбе с терроризмом | 1 811 795 | 56,58 | 1 390 383 | 43,42    | 78 175                  | 3 280 353     | 5 507 117     | 59,57 |               |               |                   |                   | Одобрен   |
| Федеральный закон о сокращении выбросов парниковых газов  | 1 568 032 | 48,41 | 1 671 210 | 51,59    | 48 524                  | 3 287 766     | 5 507 117     | 59,70 |               |               |                   |                   | Отвергнут |
| «За Швейцарию без искусственных пестицидов»               | 1 280 026 | 39,44 | 1 965 161 | 60,56    | 46 059                  | 3 291 246     | 5 507 117     | 59,76 | 0             | 1             | 20                | 5                 | Отвергнут |
| «За чистую питьевую воду и здоровую пищу»                 | 1 276 117 | 39,31 | 1 970 332 | 60,68    | 45 447                  | 3 291 896     | 5 507 117     | 59,79 | 0             | 1             | 20                | 5                 | Отвергнут |
| Источник: Federal Chancellery                             |           |       |           |          |                         |               |               |       |               |               |                   |                   |           |

## Сентябрьские референдумы
В референдум 26 сентября было включено два вопроса:
- Снижение налогов на заработную плату и налогообложение капитала, инициированный Швейцарской социалистической молодёжью.
- Референдум по Гражданскому кодексу Швейцарии от 18 декабря 2020 года («Брак для всех»), представляющий возможность заключать однополые браки.

### Результаты
| Вопрос                         | «За»      | «За»  | «Против»  | «Против» | Недейств./ пустых бюлл. | Всего голосов | Действ. бюлл. | Явка  | Кантонов «За» | Кантонов «За» | Кантонов «Против» | Кантонов «Против» | Результат |
| Вопрос                         | Голоса    | %     | Голоса    | %        | Недейств./ пустых бюлл. | Всего голосов | Действ. бюлл. | Явка  | Кантонов      | Полу кантонов | Кантонов          | Полу кантонов     | Результат |
| ------------------------------ | --------- | ----- | --------- | -------- | ----------------------- | ------------- | ------------- | ----- | ------------- | ------------- | ----------------- | ----------------- | --------- |
| Инициатива по налогам          | 987 045   | 35,12 | 1 823 262 | 64,88    | 72 572                  | 2 882 879     | 5 519 168     | 52,23 | 0             | 0             | 20                | 6                 | Отвергнут |
| Референдум по однополым бракам | 1 828 642 | 64,10 | 1 024 307 | 35,90    | 50 279                  | 2 903 228     | 5 519 168     | 52,60 |               |               |                   |                   | Одобрен   |
| Источник: Federal Chancellery  |           |       |           |          |                         |               |               |       |               |               |                   |                   |           |

## Ноябрьские референдумы
В референдум 28 ноября были включены три вопроса: две общественные инициативы и один факультативный референдум.
1. Общественная инициатива «За помощь медсёстрам» призывала к федеральному регулированию условий труда медсестёр в больницах и домах престарелых, а также к федеральному регулированию адекватной компенсации медсёстрам, баланса между их работой и личной жизнью и профессионального роста. Федеральный совет и парламент выступили против этой инициативы на том основании, что это было бы чрезмерное влияние федерального правительства, но опросы показывали, что инициатива пользовалась широкой поддержкой населения[14].
2. Общественная «правовая инициатива» призывала к отбору судей посредством лотереи из числа кандидатов, отобранных независимой комиссией, выбранной Федеральным собранием. В рамках этой системы судьи не подлежали бы переизбранию. Система лотереи заменила бы текущую систему, в которой судьи избираются Федеральным собранием и выплачивают взносы политическим партиям. Сторонники инициативы утверждали, что нынешняя система политизирует судей, а система лотереи позволит им быть независимыми от политики[15]. Федеральный совет выступал против этой инициативы[16].
3. Факультативный референдум «Поправка от 19 марта 2021 года к Закону о COVID-19» расширял финансовую помощь людям, пострадавшим от кризиса COVID-19; позволял отслеживать контакты на федеральном уровне; позволял федеральному правительству продвигать тестирование на COVID-19 и покрывать расходы на это; обеспечивал правовую основу для сертификата на COVID-19 для выздоровевших, вакцинированных и прошедших тестирование граждан для облегчения выезда за границу и проведения определенных мероприятий[17]. Противники инициативы, однако, утверждали, что она способствует чрезмерному вторжению в личную жизнь граждан и разделяет швейцарское население. Федеральный совет поддерживал эту инициативу, которая также пользовалась популярностью в Швейцарии[14].

### Результаты
| Вопрос                                                         | «За»      | «За»  | «Против»  | «Против» | Недейств./ пустых бюлл. | Всего голосов | Действ. бюлл. | Явка  | Кантонов «За» | Кантонов «За» | Кантонов «Против» | Кантонов «Против» | Результат |
| Вопрос                                                         | Голоса    | %     | Голоса    | %        | Недейств./ пустых бюлл. | Всего голосов | Действ. бюлл. | Явка  | Кантонов      | Полу кантонов | Кантонов          | Полу кантонов     | Результат |
| -------------------------------------------------------------- | --------- | ----- | --------- | -------- | ----------------------- | ------------- | ------------- | ----- | ------------- | ------------- | ----------------- | ----------------- | --------- |
| За помощь медсёстрам                                           | 2 161 080 | 60,98 | 1 382 977 | 39,02    |                         |               |               | 65,30 | 20            | 5             | 0                 | 1                 | Одобрен   |
| Правовая инициатива                                            | 1 095 174 | 31,93 | 2 334 980 | 68,07    |                         |               | 64,67         | 0     | 0             | 20            | 6                 | Отвергнут         |           |
| Поправка к Закону о COVID-19                                   | 2 222 373 | 62,01 | 1 361 284 | 37,99    |                         |               | 65,72         | 19    | 5             | 1             | 1                 | Одобрен           |           |
| Источник: Федеральная канцелярия Швейцарии Federal Chancellery |           |       |           |          |                         |               |               |       |               |               |                   |                   |           |